# Cephalotes pallidicephalus
Espèce
Synonymes
Cephalotes pallidicephalus, est une espèce de fourmis arboricoles du genre Cephalotes.

## Distribution
Cette espèce est trouvée dans l'Est de l'Amérique du Sud, de l'état brésilien du Bahia au nord, jusqu'à la région argentine de Santa Fe au sud.

## Description

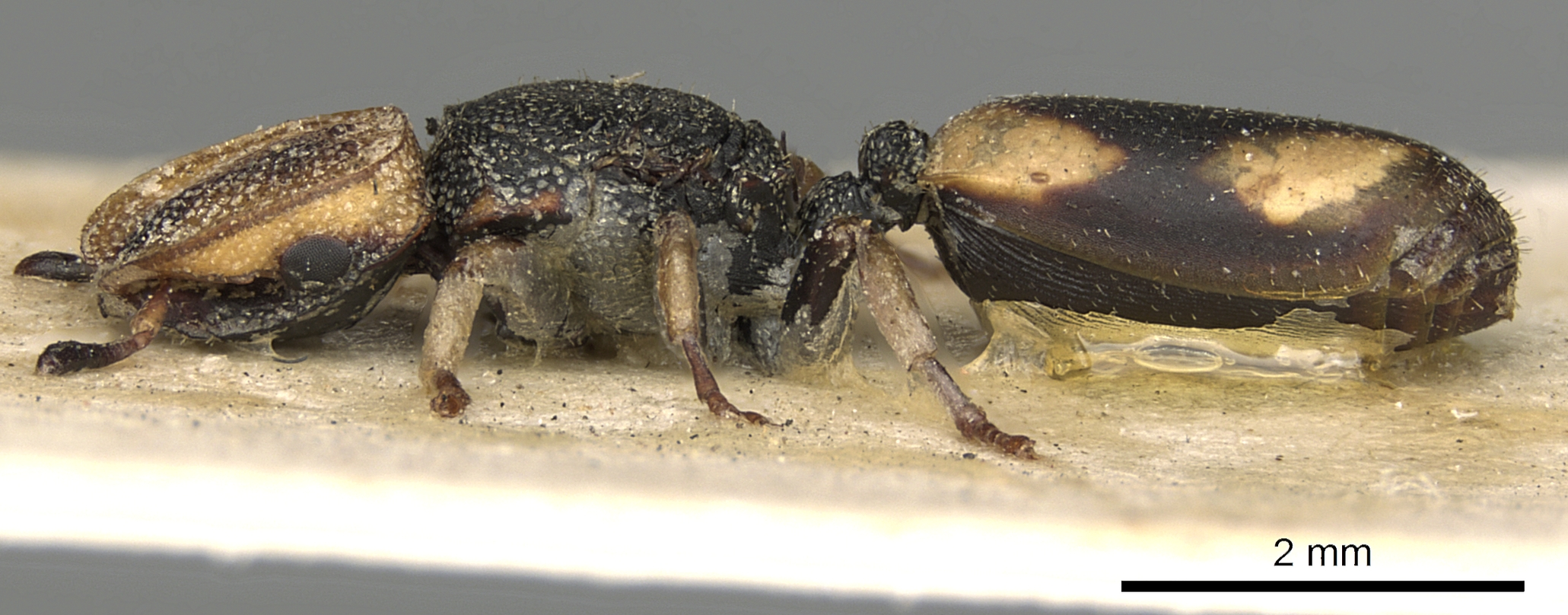
Cephalotes pallidicephalus de profil

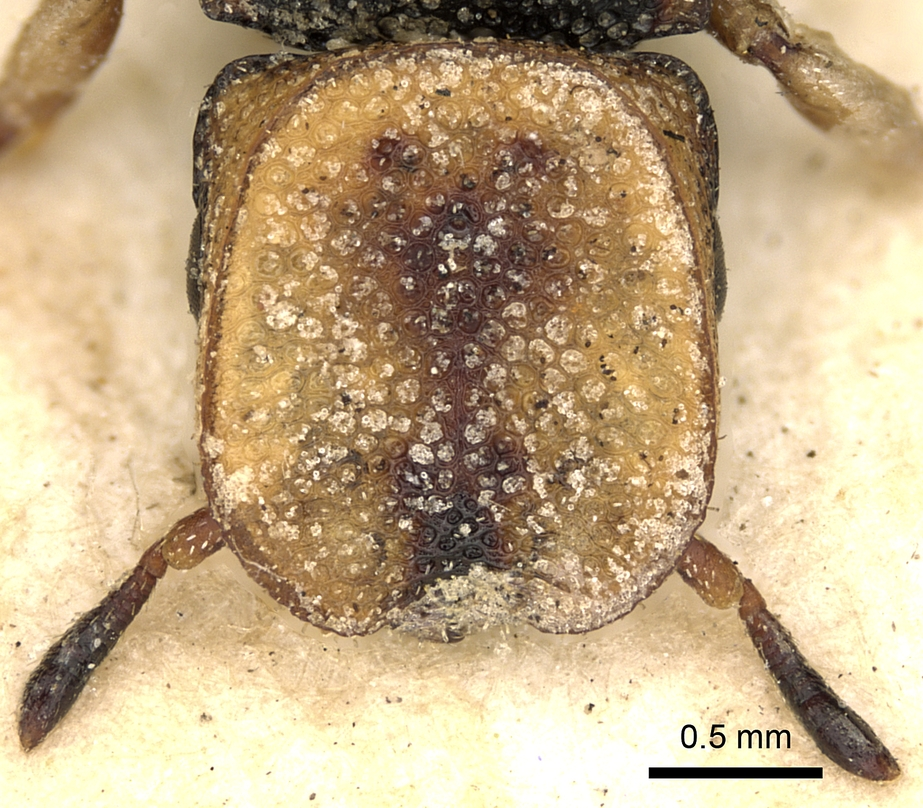
Cephalotes pallidicephalus, tête

Comme les autres espèces du genre Cephalotes, elles sont caractérisées par l'existence de soldats spécialisés dotés d'une tête surdimensionnée et plate ainsi que des pattes plus plates et plus larges que leurs cousines terrestres. Elles peuvent ainsi se déplacer d'un arbre à un autre dans une forêt.
Elle fut décrite et classifiée pour la première fois par l'entomologiste britannique Frederick Smith, en 1876.

## Étymologie
Son nom est constitué de trois mots latins: 
- Cephalotes: « de la tête », « qui touche à la tête », « avec une tête développée »[6]

- Pallidius: « blanc »,  « pâle »[7]

et 
- cephallus: « tête » (de la même racine lexicale que le terme Cephalotes)

« Pallidicephalus » renvoie donc à la couleur pâle de la tête, typique de cette espèce.

## Publication originale
Diversity and Adaptation in the Ant Genus Cephalotes Past and Present (Hymenoptera, Formicidae)